# Вальдивьесо, Рикардо
Рикардо Орландо Вальдивьесо Ориани (исп. Ricardo Orlando Valdivieso Oriani; 1941, Ауачапан) — сальвадорский землевладелец, предприниматель и крайне правый политик, один из основателей партии Националистический республиканский альянс (ARENA). Активный участник гражданской войны на стороне правых сил, сподвижник Роберто д’Обюссона. В начале 1980-х выступал как главный финансист и идеолог ARENA, впоследствии занимал различные партийные и государственные посты. Является также одним из крупнейших деятелей центральноамериканского агробизнеса.

## Происхождение и бизнес
По рождению принадлежит к сальвадорской землевладельческой элите. Прадедом Рикардо Вальдивьесо был Франсиско Менендес Вальдивьесо — дважды президент Сальвадора в 1880-х годах. Он же основал семейное сельскохозяйственное предприятие в Апанеке. Крупная кофейная ферма получила название Santa Leticia.
В молодости Рикардо Вальдивьесо жил в США, служил в американской армии. С 1965 Вальдивьесо стал владельцем и управляющим Santa Leticia. Он организовал новое производство элитных кофейных сортов Pacamara, Pacas, Maragogipe, построил гостиничный комплекс, инвестировал в рестораны. На территории Santa Leticia были обнаружены артефакты древней эпохи майя, что способствовало развитию туристического бизнеса Вальдивьесо. Его землевладение имеет статус объекта высокой культурно-исторической ценности.
К концу 1970-х Рикардо Вальдивьесо являлся одним из самых богатых людей Сальвадора. По образованию Вальдивьесо — историк и политолог.

## Политик в гражданской войне
Идеологически и политически Рикардо Вальдивьесо всегда придерживался консервативных взглядов с уклоном в правый радикализм. Жёстко отстаивал традиционные католические ценности и принципы частной собственности. При этом Вальдивьесо склонен к правому популизму, постоянно подчёркивал и подчёркивает социально ответственный характер своего бизнеса. Отличался проамериканскими взглядами, имел прозвище Эль-Гринго (известен также под прозвищем Рик).
Рикардо Вальдивьесо был решительным противником планов аграрной реформы. Поддерживал политические инициативы правоконсервативных землевладельцев, подобные FARO (Frente de Agricultores de la Región de Occidente — Фермерский фронт Западного региона) и неофашистское MNS (Сальвадорское националистическое движение). Крайний антикоммунист Вальдивьесо выступал за жёсткое подавление марксистского повстанческого движения, был противником кубинского режима Фиделя Кастро и никарагуанского сандинизма. Сандинистскую революцию в Никарагуа он воспринял как этап советского захвата Центральной Америки (подобно падению Сайгона четырьмя годами ранее) и требовал жёсткого противодействия. В этом он полностью сходился с членами MNS, прежде всего с идеологом организации Рикардо Паредесом.
15 октября 1979 в Сальвадоре произошёл государственный переворот. Был отстранён президент Карлос Умберто Ромеро, к власти пришла Революционная правительственная хунта. Политика хунты была далека от левого радикализма, но программа социальных реформ, особенно аграрной, вызвала жёсткое отвержение правых сил. Землевладельцы, предприниматели, военные, консерваторы, националисты, неофашисты считали хунту объективно прокоммунистической группой. В стране разгорелась гражданская война между правительством, прокоммунистическим партизанским движением ФНОФМ и ультраправыми эскадронами смерти.
Рикардо Вальдивьесо приветствовал сближение MNS с командиром «эскадронов смерти» майором Роберто д’Обюссоном. Он оказал финансовую и политическую поддержку ультраправым боевикам, участвовал в создании Национального широкого фронта. Являлся главным финансовым координатором и политическим консультантом д’Обюссона. Занимал жёсткую позицию в гражданской войне.
7 мая 1980 Рикардо Вальдивьесо был арестован вместе с майором д’Обюссоном и группой его сторонников на ферме Сан-Луис (близ Санта-Теклы) — по подозрению в причастности к убийству архиепископа Ромеро и подготовке государственного переворота. Вскоре, однако, все арестованные были освобождены приказом Хайме Абдула Гутьерреса. Д’Обюссон и Вальдивьесо некоторое время укрывались в Гватемале, затем вернулись в Сальвадор.
30 сентября 1981 под председательством Роберто д’Обюссона была учреждена партия Националистический республиканский альянс (ARENA) — единая организация сальвадорского правого лагеря в гражданской войне. Основным автором программы был Рикардо Вальдивьесо. Он совместил ультраправые установки неофашистского толка, близкие д’Обюссону и его соратникам, с традиционным католическим консерватизмом сальвадорского среднего класса. Интересно, что первоначальный вариант программы ARENA состоял из 14 пунктов, но д’Обюссон потребовал исключить один из них, дабы не создавать ассоциации с понятием «14 семейств» — традиционное обозначение сальвадорской латифундистской олигархии XIX века. Рикардо Вальдивьесо и его жена Патрисия вместе с д’Обюссоном написали партийный гимн ARENA.
Весь период гражданской войны Рикардо Вальдивьесо принадлежал к руководству ARENA и ближайшему окружению Роберто д’Обюссона. Наряду с Глорией Сальгуэро Гросс, представлял в партии крупных земельных собственников. Занимался финансовыми вопросами, политической стратегией, занимался контактами с официальными инстанциями США. При администрации Джимми Картера отношения сальвадорских ультраправых с американскими представителями были трудными и конфликтными. Посол Роберт Уайт был открытым врагом майора д’Обюссона. При администрации Рональда Рейгана достигалось несколько большее взаимопонимание. 19 мая 1982 Рикардо Вальдивьесо направил послание президенту Рейгану. Он заявлял о готовности сальвадорской нации и партии ARENA дать отпор «кастровскому терроризму» в Сальвадоре и предлагал с пониманием отнестись к жёстким методам ведения войны. Союзниками ARENA в США были крайне правые республиканцы типа сенатора Джесси Хелмса, с которым Вальдивьесо познакомил д’Обюссона.

## В послевоенный период
С 1989 Рикардо Вальдивьесо участвовал в переговорах с ФНОФМ (в том числе конфиденциальных) об условиях прекращения войны. Он сыграл видную роль в договорённостях о политическом урегулировании и заключении мирного соглашения.
После окончания гражданской войны и кончины майора д’Обюссона в 1992 Рикардо Вальдивьесо оставался одним из руководителей ARENA. Занимал твёрдые национал-консервативные позиции, участвовал в парламентской борьбе правого ARENA с левой оппозицией ФНОФМ. Тесно сотрудничал с президентом от ARENA Альфредо Кристиани, активно поддерживал его политику, занимал в правительстве Кристиани пост заместителя министра внутренних дел. Поддерживал и преемника Кристиани Армандо Кальдерона Соля (бывшего члена MNS).
Положение несколько изменилось при президентстве Франсиско Флореса, также представителя ARENA. Период правления Флореса характеризовался коррупционными скандалами. Рикардо Вальдивьесо оставил пост президентского уполномоченного по государственным инвестициям и объявил о намерении сосредоточиться на бизнесе Santa Letecia. При этом Вальдивьесо возглавил политологический Институт Роберто д’Обюссона и выступил с политическими заявлениями, в которых комментаторы усмотрели жёсткую тональность покойного майора.
После избрания президентом Сальвадора в 2009 кандидата ФНОФМ Маурисио Фунеса Рикардо Вальдивьесо перешёл в оппозицию. Настаивает на последовательно оппозиционном курсе, критиковал бывшего президента от ARENA Антонио Сака за участие в правительственных мероприятиях. Вальдивьесо резко осуждает «популистские» режимы социализма XXI века — Чавеса—Мадуро в Венесуэле, Ортеги—Мурильо в Никарагуа. Критикует и европейские правительства, допустившие долговой кризис.
В 2016 Рикардо Вальдивьесо принял избрание председателем ARENA Маурисио Интерьяно (хотя больше симпатизировал Уго Баррере, представителю своего поколения). Состоит в политической комиссии ARENA. Причисляется к основателям партии, пользуется высоким политическим авторитетом. Выступая с консервативно-либертарианских позиций, Рикардо Вальдивьесо подчёркивает верность наследию д’Обюссона.

## Семья и личность
Рикардо Вальдивьесо женат, имеет двух дочерей. Патрисия-старшая, жена Вальдивьесо — сподвижница мужа, была подругой д’Обюссона. Патрисия Элена, старшая дочь Вальдивьесо — политик ARENA, депутат Законодательной ассамблеи Сальвадора, известна неуклонной приверженностью традиции майора д’Обюссона. Моника, младшая дочь Вальдивьесо — предпринимательница, управляющая Santa Letecia.
Высшими жизненными ценностями Рикардо Вальдивьесо называет красоту свободы и любовь к человеку. Советует не возводить политику в культ, понимать, что главное в жизни находится вне её, и ставить реальные цели.
Рикардо Вальдивьесо — поклонник классической музыки и хореографии (эта черта унаследована от матери). В частности, любит балет Арама Хачатуряна Спартак, особо отмечает дату ленинградской премьеры 27 декабря 1956.